# Metopina aequatoriana
Metopina aequatoriana är en tvåvingeart som beskrevs av Borgmeier och Prado 1975. Metopina aequatoriana ingår i släktet Metopina och familjen puckelflugor.
Artens utbredningsområde är Ecuador. Inga underarter finns listade i Catalogue of Life.